# Trần Minh Hùng
Trần Minh Hùng (sinh 1950) là một sĩ quan cấp cao của Quân đội nhân dân Việt Nam, hàm Thiếu tướng, nguyên Phó Tư lệnh Quân khu 5.

## Tiểu sử
- Thiếu tướng Trần Minh Hùng sinh ở làng Hà Quảng, xã Điện Dương, huyện Điện Bàn, tỉnh Quảng Nam.
- Ông từng đảm nhận các chức vụ Phó Tư lệnh Binh đoàn Tây Nguyên, Cục trưởng Cục Quân huấn - Bộ Tổng Tham mưu, Phó Tư lệnh Quân khu 5[2].